# 后鳍四须鲃
后鳍四须鲃（学名：Barbodes opisthoptera）为輻鰭魚綱鲤形目鲤科四须鲃属的其中一种。在中国，分布于怒江水系等。该物种的模式产地在云南惠人桥、保山。

## 扩展阅读
維基物種上的相關：后鳍四须鲃